# Sến đỏ
Sến đỏ hay sến mủ, sến cát, cà chít, có danh pháp hai phần là Shorea roxburghii C. Don (tên khác S. harmandii Pierre, S. cochinchinensis Pierre), là một loài cây thuộc họ Dầu (hay họ Sao dầu, Dipterocarpaceae).

## Phân bố
Cây sến đỏ phân bố ở Campuchia, Ấn Độ, Lào, Malaysia, Myanmar, Thái Lan và Việt Nam. Tại Việt Nam, cây mọc trong rừng kín thường xanh mưa ẩm nhiệt đới, rừng nửa rụng lá ở độ cao dưới 1300m, từ Thừa Thiên Huế đến Kiên Giang.

## Mô tả
Cây gỗ lớn, cao đến 30m. Lá hình bầu dục hay thuôn, dài 8–15 cm, rộng 4–6 cm, màu tía. Hoa thành chùm hay chuỳ, dài 7–8 cm, ở nách các lá đã rụng; cánh hoa màu vàng. Quả thuôn, có mùi, dài 2 cm.
Cây sến đỏ ra hoa tháng 1-2; có quả tháng 3-5.

## Công dụng
Các bộ phận như hoa, vỏ cây có tác dụng chữa bệnh. Vỏ có vị chát; có tác dụng thu liễm trừ lỵ, cũng dùng để ăn trầu. Hoa được dùng làm thuốc hạ sốt, trợ tim.
Vỏ cây sến đỏ được dùng để ngăn hay làm chậm sự lên men của đường thốt nốt.